# Harry Levy-Lawson (1er vicomte Burnham)
Harry Lawson Webster Levy-Lawson (18 décembre 1862 - 20 juillet 1933) est propriétaire d'un journal britannique. Il est à l'origine un homme politique libéral avant de rejoindre le Parti libéral unioniste à la fin des années 1890. Il siège à la Chambre des communes entre 1885–1892, 1893–1895, 1905–06 et 1910-1916 lorsqu'il hérite de sa baronnie.

## Biographie
Levy-Lawson est né à St Pancras, Londres, le fils d'Edward Levy-Lawson, 1er baron Burnham et de son épouse Harriette Georgiana Webster. Son nom est légalement changé de Levy à Levy-Lawson le 11 décembre 1875. Il fait ses études à Cheam School, Headley, Berkshire, Eton et Balliol College, Oxford. Il devient lieutenant dans le Royal Buckinghamshire Yeomanry, trésorier de la Free Land League, vice-président de la Municipal Reform League et membre du comité exécutif de la Municipal Federation League . En 1891, il est admis à Temple intérieur, lui permettant d'exercer la profession d'avocat .
Il est élu député de St Pancras West aux élections générales de 1885 à l'âge de 23 ans, mais perd le siège aux élections générales de 1892. Il est également membre du London County Council de 1889 à 1892, pour St Pancras (West).
Il est réélu aux Communes comme député de Cirencester lors d'une élection partielle en 1893 et occupe le siège jusqu'à sa défaite aux élections générales de 1895. En 1905, il est élu lors d'une élection partielle comme député du Mile End et perd le siège en 1906, le regagnant en janvier 1910 . Entre-temps, il est maire de Stepney entre 1907 et 1909. En 1911, il est nommé Deputy Lieutenant du Buckinghamshire.
Il est nommé capitaine dans le Royal Buckinghamshire Yeomanry le 1er mai 1887 et obtient plus tard le grade honorifique de major . Il est promu lieutenant-colonel et nommé commandant du régiment le 18 octobre 1902. Il participe à la Première Guerre mondiale, où il est mentionné dans des dépêches. En 1916, à la mort de son père, il devient baron Burnham et baronnet et prend place à la Chambre des lords. Il succède à son père dans la gestion et la propriété du Daily Telegraph. Il est décoré de la décoration territoriale (TD) et est colonel honoraire de la 99e (Bucks and Berks Yeomanry) Brigade, Royal Artillery. Il est investi comme compagnon d'honneur (CH) en 1917.

### Famille, intérêts et Hall Barn

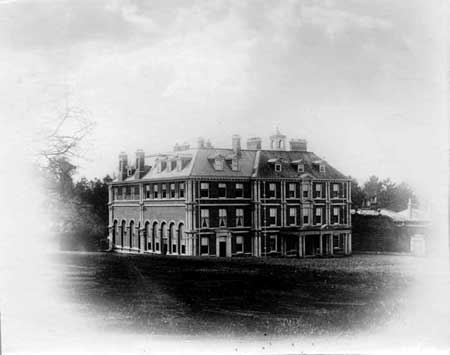
Grange Hall, vers 1900

Levy-Lawson est créé vicomte Burnham de Hall Barn, dans le comté de Buckingham, le 16 mai 1919. Il épouse Olive de Bathe, fille de Sir Henry de Bathe, 4e baronnet et Charlotte Clare, le 2 janvier 1884 à l'église St. Margaret's, Westminster. Ils ont une fille, l'hon. Dorothy Olive Lawson (1885-1937), qui épouse le major l'hon. John Coke et avec qui elle a trois enfants: Gerald, Celia et Rosemary Coke - cette dernière devenant baronne Hamilton de Dalzell .
Son père, qui est "l'un des proches du prince de Galles", a acheté le domaine de Hall Barn de 4 000 acres en 1880. Le vicomte Burnham et son père ont accueilli le roi Édouard VII et son fils, le roi George V et son fils Édouard VIII à de nombreuses reprises, du début des années 1900 aux années 1930. Le 19 décembre 1924, par exemple, Burnham a organisé un dîner pour le roi George V avec Rudyard Kipling, la fille de Harry, l'hon. Dorothy Levy-Lawson (1885-1937), et son mari, le major l'hon. Sir John Spencer Coke (1880-1957), parmi les invités .

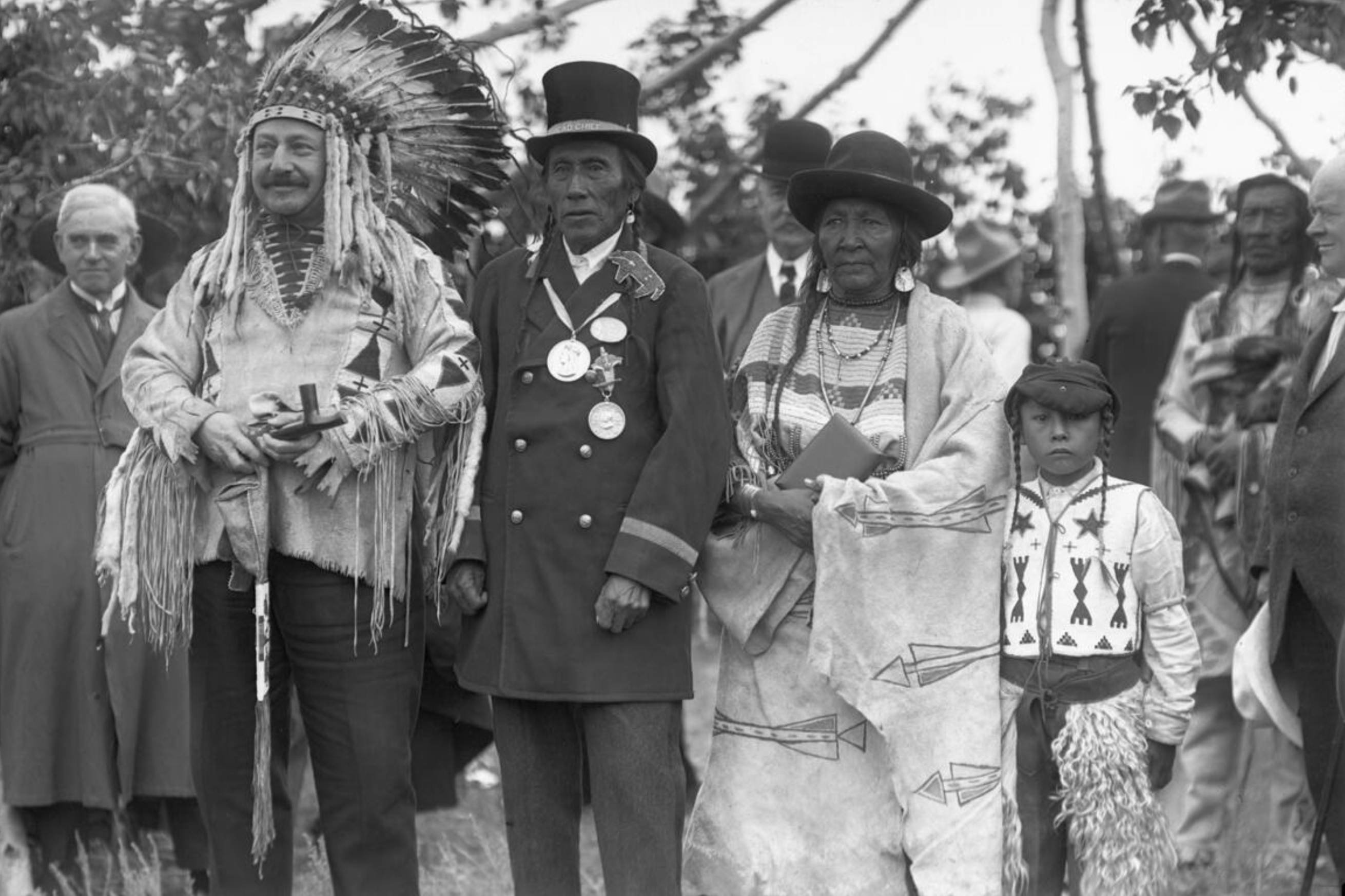
Cérémonie d'initiation de Lord Burnham à Gleichen, Alberta, 19 août 1920, en présence du chef Yellow Horse de la nation Blackfoot. Cliché de William John Oliver, Musée Glenbow, Calgary, Canada.

Le vicomte Burnham est juge de paix pour le Buckinghamshire. Il reçoit un certain nombre de doctorats honorifiques de l'Université McGill, de Montréal en 1920, de l'Université de Durham en 1921, de l'Université d'Athènes, en Grèce en 1924, de l'Université d'Australie-Occidentale, de Perth, en Australie en 1925, de l'Université de Gand, en Belgique, en 1927 et de l'Université de Cambridge. Il est chevalier Grand Cross de l'Ordre de Saint-Michel et Saint-Georges en 1927. En 1928, il vend le Daily Telegraph à William Berry, 1er vicomte Camrose .
Il meurt à l'âge de 70 ans et est enterré près de son père le 24 juillet 1933 à Beaconsfield, Buckinghamshire. Burnham n'ayant pas de descendant masculin, la vicomté s'éteignit donc: son jeune frère, William Arnold Webster Levy-Lawson, 3e baron Burnham (1864-1943), lui succède à la baronnie.